# Suihua
Suihua (chinois : 绥化市 ; pinyin : suīhuà shì) est une ville-préfecture de la province du Heilongjiang en Chine.

## Économie
En 2005, le PIB total a été de 35,1 milliards de yuans, et le PIB par habitant de 6 244 yuans.

## Subdivisions administratives

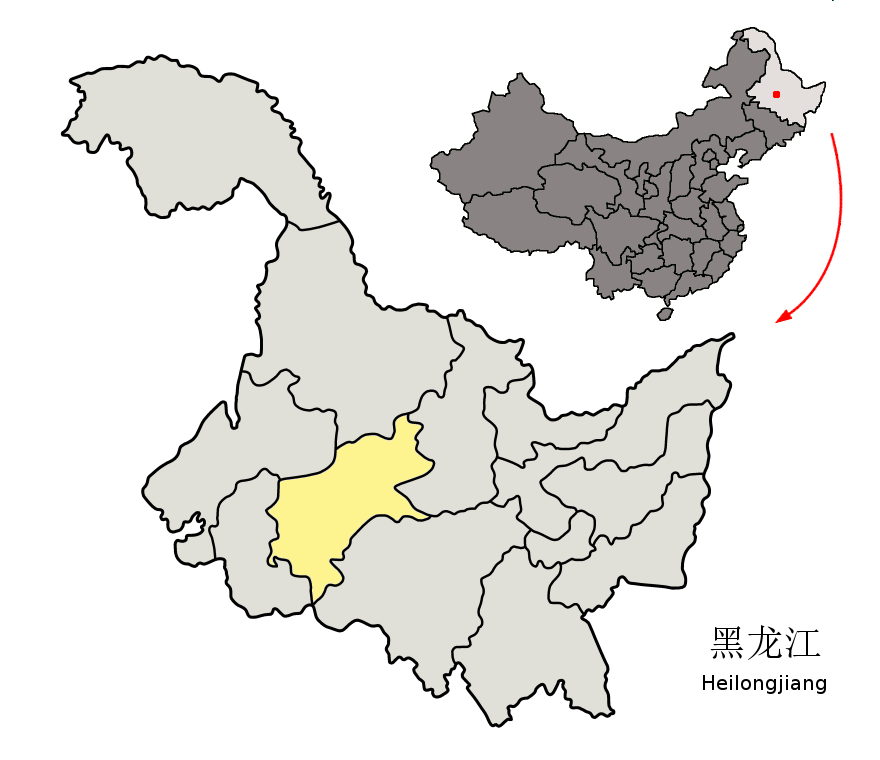
Localisation de la préfecture de Suihua (en jaune)

La ville-préfecture de Suihua exerce sa juridiction sur dix subdivisions - un district, trois villes-districts et six xian :
- le district de Beilin - 北林区 Běilín Qū ;
- la ville d'Anda - 安达市 Āndá Shì ;
- la ville de Zhaodong - 肇东市 Zhàodōng Shì ;
- la ville de Hailun - 海伦市 Hǎilún Shì ;
- le xian de Wangkui - 望奎县 Wàngkuí Xiàn ;
- le xian de Lanxi - 兰西县 Lánxī Xiàn ;
- le xian de Qinggang - 青冈县 Qīnggāng Xiàn ;
- le xian de Qing'an - 庆安县 Qìng'ān Xiàn ;
- le xian de Mingshui - 明水县 Míngshuǐ Xiàn ;
- le xian de Suileng - 绥棱县 Suíléng Xiàn.